# إنتر ميلان موسم 1999–2000
كان موسم 1999–2000 هو الموسم الحادي والتسعين على الإطلاق لنادي إنتر ميلان والموسم الرابع والثمانين على التوالي في الدوري الإيطالي.